# Swain-Reefs-Nationalpark
Der Swain-Reefs-Nationalpark (engl.: Swain Reefs National Park) ist ein Nationalpark im Osten des australischen Bundesstaates Queensland und im südlichen Teil des Great Barrier Reefs. Er liegt 703 Kilometer nördlich von Brisbane, 220 Kilometer vor der Küste von Rockhampton.

## Landesnatur
Der Nationalpark besteht aus  kleinen Cays, die zusammen eine Landfläche von 58 Hektar besitzen und 1995 als Nationalpark ausgewiesen wurden.

## Fauna
Neun dieser Inseln mit zusammen 9 ha Fläche bilden die ‘’Swain Reef Important Bird Area’’, die von BirdLife International ausgewiesen wurde, weil dort mehr als 1 % des weltweiten Vorkommens der Rosenseeschwalbe brütet. Insgesamt wurden 25.000 Stück dieser Spezies auf den Inseln gezählt. Daneben gibt es noch Masken-, und Weißbauchtölpel, Silberkopfmöwen, Schwarznacken-, Ruß-, Zügel-, Eil-, Rüppell- und Zwergseeschwalben, schwarze (Anous minutus) und braune Noddis (Anous stolidus) und Arielfregattvögel.
Bei den neun Cays handelt es sich um folgende:
| |           |                                   |
| \| Cay \| Fläche ha \| Koordinaten \| \| ---------------- \| --------- \| --------------------------------- \| \| Gannett Cay \| 1,7 \| 21° 58′ 49,0″ S, 152° 28′ 24,0″ O \| \| Bylund Cay \| 0,6 \| 21° 47′ 22,0″ S, 152° 24′ 54,0″ O \| \| Thomas Cay \| 1,0 \| 21° 38′ 40,0″ S, 152° 21′ 55,0″ O \| \| Bacchi Cay \| 0,5 \| 21° 38′ 08,0″ S, 152° 22′ 50,0″ O \| \| Frigate Cay \| 2,0 \| 21° 44′ 18,0″ S, 152° 25′ 03,0″ O \| \| Price Cay \| 1,6 \| 21° 47′ 19,0″ S, 152° 27′ 03,0″ O \| \| Distant Cay \| 0,25 \| 21° 06′ 01,0″ S, 152° 28′ 59,0″ O \| \| Riptide Cay \| 0,25 \| 21° 14′ 22,0″ S, 151° 50′ 30,0″ O \| \| Bell Cay \| 1,5 \| 21° 48′ 33,0″ S, 151° 14′ 55,0″ O \| \| Swain Reefs N.P. \| 58,15 \| 21° 14′ 22,0″ S, 151° 50′ 48,0″ O \| |           |                                   |
| Cay | Fläche ha | Koordinaten                       |
| Gannett Cay | 1,7       | 21° 58′ 49,0″ S, 152° 28′ 24,0″ O |
| Bylund Cay | 0,6       | 21° 47′ 22,0″ S, 152° 24′ 54,0″ O |
| Thomas Cay | 1,0       | 21° 38′ 40,0″ S, 152° 21′ 55,0″ O |
| Bacchi Cay | 0,5       | 21° 38′ 08,0″ S, 152° 22′ 50,0″ O |
| Frigate Cay | 2,0       | 21° 44′ 18,0″ S, 152° 25′ 03,0″ O |
| Price Cay | 1,6       | 21° 47′ 19,0″ S, 152° 27′ 03,0″ O |
| Distant Cay | 0,25      | 21° 06′ 01,0″ S, 152° 28′ 59,0″ O |
| Riptide Cay | 0,25      | 21° 14′ 22,0″ S, 151° 50′ 30,0″ O |
| Bell Cay | 1,5       | 21° 48′ 33,0″ S, 151° 14′ 55,0″ O |
| Swain Reefs N.P. | 58,15     | 21° 14′ 22,0″ S, 151° 50′ 48,0″ O |